# Raphiocarpus macrosiphon
Raphiocarpus macrosiphon är en tvåhjärtbladig växtart som först beskrevs av Henry Fletcher Hance, och fick sitt nu gällande namn av Brian Laurence Burtt. Raphiocarpus macrosiphon ingår i släktet Raphiocarpus och familjen Gesneriaceae. Inga underarter finns listade i Catalogue of Life.